# Onthophagus brevifrons
Onthophagus brevifrons är en skalbaggsart som beskrevs av Horn 1881. Onthophagus brevifrons ingår i släktet Onthophagus och familjen bladhorningar. Inga underarter finns listade i Catalogue of Life.